# Big Ambergris Cay
Big Ambergris Cay, także Great Ambergris Cay – wyspa na Morzu Karaibskim, w archipelagu Ambergris Cays, wchodząca w skład terytorium Turks i Caicos. Ma ok. 6,5 km długości i ok. 1,5 km szerokości. Najwyższy punkt na wyspie wznosi się na wysokość 29 m n.p.m. Znajduje się na niej port lotniczy Harold Charles.